# Pelegrina arizonensis
Pelegrina arizonensis là một loài nhện trong họ Salticidae.
Loài này thuộc chi Pelegrina. Pelegrina arizonensis được Elizabeth Maria Gifford Peckham & George William Peckham miêu tả năm 1901.